# Justine Ezarik
Justine Ezarik (iJustine) rođena je 20. ožujka 1984. i popularna je Youtube glumica. Glumila je i u Youtube serijama "The Annoying Orange" i televizijskim serijama kao što su: Zločinački umovi i Law & Order: Special Victims Unit.